# Ethelbert William Bullinger
Ethelbert William Bullinger (ur. 15 grudnia 1837, zm. 6 czerwca 1913) – duchowny anglikański, biblista, twórca hiperdyspensacjonalizmu. Odrzucał naukę o wiecznym potępieniu. Jest autorem około 200 publikacji. 

## Życiorys
Urodził się w Canterbury (Kent), był najmłodszym z dzieci Williama i Mary (Bent) Bullinger. Jego rodzina pochodziła od szwajcarskiego reformatora Heinricha Bullingera. 
W latach 1860–1861 studiował teologię na King’s College w Londynie. W 1862 został ordynowany na duchownego anglikańskiego. W latach 1867–1913 pracował w Trynitarnym Towarzystwie Biblijnym.
E.W. Bullinger był pierwszym wydawcą The Companion Bible, edycji Pisma Świętego opartej na przekładzie Biblii króla Jakuba zawierającej wnikliwe komentarze oraz przeznaczonej dla osób pragnących poznać i zrozumieć tę księgę. Zawierała ona obszerne komentarze z dogłębną analizą hebrajską i grecką wraz z alternatywnymi tłumaczeniami krytycznych fragmentów wraz z odniesieniami do innych tekstów.

## Hiperdyspensacjonalizm
Dzielił historię zbawienia na siedem okresów. Jego podział nazywany jest hiperdyspensacjonalizmem bądź bullingeryzmem. Według dyspensacjonalistów historia Kościoła zaczyna się od dnia Pięćdziesiątnicy, natomiast według Bullingera dopiero po zakończeniu wydarzeń opisanych w księdze Dziejów Apostolskich.
| Dyspensacjonalizm Bullingera           | Dyspensacjonalizm Bullingera                    | Dyspensacjonalizm Bullingera                                                      | Dyspensacjonalizm Bullingera                  | Dyspensacjonalizm Bullingera                | Dyspensacjonalizm Bullingera                | Dyspensacjonalizm Bullingera   |
| -------------------------------------- | ----------------------------------------------- | --------------------------------------------------------------------------------- | --------------------------------------------- | ------------------------------------------- | ------------------------------------------- | ------------------------------ |
| Czas niewinności                       | Okres bez Prawa                                 | Okres Prawa                                                                       | Czas łaski                                    | Epoka sądu                                  | Tysiącletnie królestwo                      | Stan wiecznej chwały           |
| Rdz 1-3 zakończony wypędzeniem z Edenu | Rdz 4 do Wj 19 zakończony potopem i sądem Babel | Wj 20 do Dz 28 zakończony odrzuceniem Izraela po zakończeniu Dziejów Apostolskich | Historia Kościoła zakończy się w Dniu Pańskim | Ucisk zakończy się zniszczeniem Antychrysta | Ap 20,4-6 zakończy się zniszczeniem Szatana | Ap 20-22 nie będzie miał końca |

## Inne poglądy

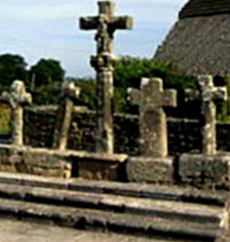
Pięć krzyży z Ploubezere

Bullinger twierdził, że nowotestamentowy Hades oznacza grób. Uważał, że wbrew dotychczasowej tradycji przekładowej, w Łk 23,43 należy przesunąć przecinek (Zaprawdę mówię tobie dziś, będziesz ze mną w raju). Był zdania, że Opowieść o bogaczu i Łazarzu – jego zdaniem nie jest to przypowieść – stoi w opozycji do nauki Starego i Nowego Testamentu. Chrystus przedstawił tu nie swoją własną naukę, lecz tradycyjną naukę faryzeuszy, którą potępił i wykorzystał przeciwko nim samym. Chrystus pokonał swoich przeciwników ich własną bronią. 
Wystąpił z hipotezą, że stauros na którym zmarł Chrystus był palem. Uważał, że wraz z Chrystusem ukrzyżowano czterech łotrów, po dwóch z każdej strony. Powoływał się przy tym na pięć krzyży z Ploubezre na dowód, że nie jest pierwszą osobą, która to odkryła. 
Był także członkiem Towarzystwa Płaskiej Ziemi.

## Krytyka i oceny
Algernon James Pollock zarzucił mu fałszowanie Pisma Świętego. David P. Schnittger skrytykował go za rozpoczynanie historii Kościoła po zakończeniu 28 rozdziału Dziejów Apostolskich . Dyspensacjonalista Harry A. Ironside (1876–1951) zarzucił Bullingerowi szatańskie wypaczenie prawdy Bożej . Hiperdyspensacjonalizm był krytykowany również przez J.C. O'Haira . 
Ze względu na odrzucanie nauki o wiecznych mękach adwentyści uważają go za wybitnego biblistę. 

## Główne dzieła
- A Critical Lexicon and Concordance to the English and Greek New Testament (1877) ISBN 0-8254-2096-2
- Number in Scripture: Its Supernatural Design and Spiritual Significance (1894)
- Figures of Speech Used in the Bible (1898) ISBN 0-8010-0559-0
- The Witness of the Stars (1907)
- Pierwszy wydawca The Companion Bible (wydana w 6 tomach, 1909–1922) ISBN 0-8254-2177-2

Leksykon do greckiego NT został wydany 41 razy w latach 1877–1999, Figures of Speech Used in the Bible wydano 35 razy, w trzech językach, w latach 1898–2012, Number in Scripture wydano 29 razy w latach 1894–2011, The Witness of the Stars wydano 33 razy, w 4 językach, w latach 1893–2012.